# Limón y Sal
Limón y Sal é o quarto álbum de estúdio lançado pela cantora e compositora mexicana Julieta Venegas. Foi lançado pela primeira vez no México em 30 de maio de 2006 e nos Estados Unidos em 6 de junho de 2006. Todas as canções foram compostas por Venegas, com exceção de três, onde contou com a ajuda de Coti Sorokin, Dante Spinetta e Cachorro López.
O álbum foi indicado ao Grammy Latino de Álbum do Ano, vencendo como Melhor Álbum de Música Alternativa. A música "Canciones de Amor" foi usada no filme The Heartbreak Kid de 2007 , enquanto "Mírame Bien" foi usada como tema de abertura da novela brasileira A Vida da Gente de 2011-2012.
"Me Voy" foi lançado como o primeiro single do álbum, liderando as paradas da Hot Latin Songs da Billboard dos EUA, México e Espanha, enquanto alcançou o top dez na parada Billboard Latin Pop Airplay dos EUA, a terceira posição na Itália e a décima segunda posição na Suíça. Também foi indicado para os prêmios de Gravação do Ano e Melhor Vídeo Musical Curto no Grammy Latino de 2006.

## Track listing
| N.º | Título                                                    | Producer(s)             | Duração |  |
| 1.  | "Canciones de amor (Love Songs)"                          | Cachorro López, Venegas | 2:53    |  |
| 2.  | "Me voy (I'm Leaving)"                                    | López, Venegas          | 3:10    |  |
| 3.  | "Primer día (First Day)" (Part. Dante Spinetta)           | López, Venegas          | 3:57    |  |
| 4.  | "Limón y sal (Lemon and Salt)"                            | López, Venegas          | 3:28    |  |
| 5.  | "Dulce compañía (Sweet Company)"                          | López, Venegas          | 3:23    |  |
| 6.  | "De qué me sirve (What Good Is It?)"                      | Sorokin, Venegas        | 2:37    |  |
| 7.  | "Adonde sea (Wherever It Might Be)"                       | López, Venegas          | 2:57    |  |
| 8.  | "Mírame bien (Look Right at Me)"                          | López, Venegas          | 3:38    |  |
| 9.  | "No seré (I Won't Be)"                                    | Sorokin, Venegas        | 2:59    |  |
| 10. | "Última vez (Last Time)"                                  | Lópeaz, Venegas         | 4:00    |  |
| 11. | "Eres para mí (You're Meant for Me)" (Part. Anita Tijoux) | López, Venegas          | 3:13    |  |
| 12. | "No Hace Falta (You Don't Have To)"                       | López, Venegas          | 3:29    |  |
| 13. | "Te voy a mostrar (I Will Show You)"                      | López, Venegas          | 3:19    |  |
| 14. | "Sin documentos (Undocumented)" (Faixa bônus do)          | López, Venegas          | 3:49    |  |